# Xã Guthrie, Quận Lawrence, Indiana
Xã Guthrie (tiếng Anh: Guthrie Township) là một xã thuộc quận Lawrence, tiểu bang Indiana, Hoa Kỳ. Năm 2010, dân số của xã này là 1.383 người.